# Tanker à hydrogène

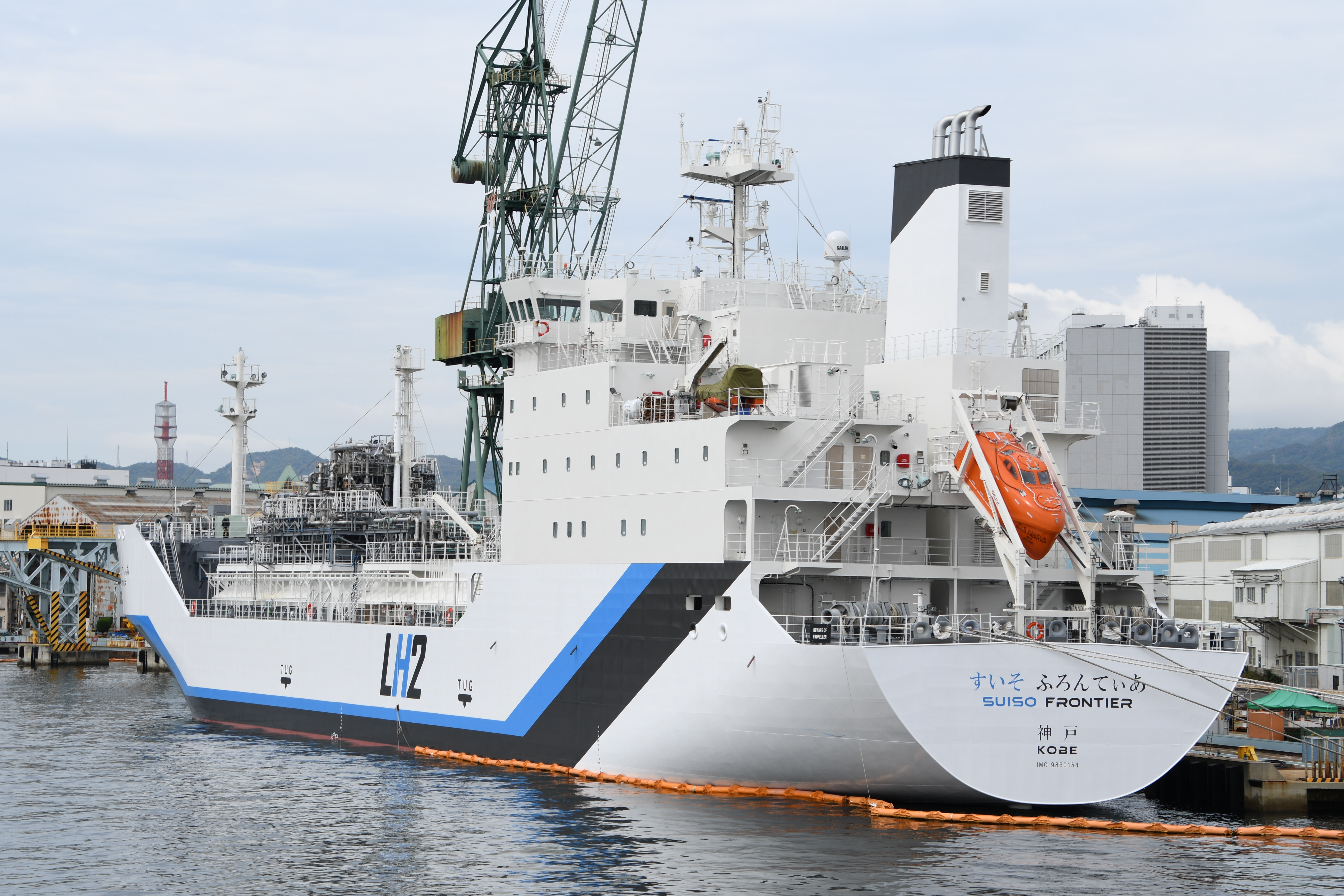
Vue arrière du premier tanker à hydrogène liquide au monde, Suiso Frontier, au chantier naval Kawasaki Heavy Industries le 18 octobre 2020

Un tanker à hydrogène, ou hydrogénier,  est un navire-citerne destiné au transport d'hydrogène liquéfié. Le premier navire — seul à ce jour (2023) — de ce type est le cargo japonais Suiso Frontier lancé en décembre 2019. 

## Recherche

### Suiso Frontier
Le programme de recherche World Energy Network du projet japonais New Sunshine a été divisé en 3 phases  durant la période 1993 à 2002, son objectif était d'étudier la distribution d'hydrogène liquide avec des tanker à hydrogène basés sur la technologie méthanier. Des recherches supplémentaires sur le transport maritime de l'hydrogène ont été menées dans le cadre du développement d'une utilisation sûre et d'un projet d'infrastructure de l'hydrogène (2003–2007). 
Semblable à un transporteur de GNL, le gaz peut être utilisé pour la propulsion du navire.
Le Suiso Frontier (en) (suiso signifie hydrogène en japonais) lancé en décembre 2019, a récupéré sa première cargaison d'hydrogène liquide du port de Hastings à Victoria, en Australie, le 28 janvier 2022 et est revenu à Kobe, au Japon, fin février 2022 avec la cargaison.  Une deuxième cargaison a été récupérée au terminal de Hastings en mai 2022 avec un retour au Japon en juin 2020.

### Autres programmes
Les sociétés françaises TotalEnergies, GTT, Bureau Veritas et la société norvégienne LMG Marin ont créé un consortium début 2023 pour un projet d'hydrogénier.

## Sources et références
1. ↑  Phase 3 - Development of Fundamental Technologies in the Safe Utilization of Hydrogen
2. ↑  1998 - Studies of the large-scale sea transportation of liquid hydrogen
3. ↑  Development for safe utilization and infrastructure of hydrogen
4. ↑  « Suiso Frontier brings world's 1st LH2 shipment to Japan », 25 février 2022
5. ↑  « SUISO FRONTIER, LPG Tanker - Details and current position - IMO 9860154 », VesselFinder (consulté le 20 juillet 2022)
6. ↑  "Hydrogène : la course pour le transport maritime est lancée" par Nicolas Rauline, Les Echos
, 4 mai 2023